# Austrocotesia paradoxa
Austrocotesia paradoxa är en stekelart som beskrevs av Austin och Paul C. Dangerfield 1992. Austrocotesia paradoxa ingår i släktet Austrocotesia och familjen bracksteklar. Inga underarter finns listade.